# Levantsiska
Levantsiska (Serinus syriacus) är en fågel i familjen finkar inom ordningen tättingar och som förekommer mycket lokalt i västra Asien.

## Kännetecken

### Utseende
Levantsiskan är en liten och långstjärtad siska med en kroppslängd på 12 centimeter, bara något större än den nära släktingen gulhämplingen (Serinus serinus) men med likartad knubbig näbb. Fjäderdräkten är i stort blekt olivgulgrå och är till skillnad från sina närmaste släktingar ostreckad utom på manteln. Panna och ögonring är starkt gula, liksom större täckare samt kanterna på inre vingpennorna och stjärten. Könen liknar varandra, honan bara något mattare och mer streckad. Hos båda könen är vingarna tydligt gröntonade.

### Läten
Det torra och nasala lätet påminner om en mörkröstad citronsiska, medan sången liknar både citronsiska men även rödpannad gulhämpling med relativt korta och snabba stroffer med kvittriga och gnissliga toner.

## Utbredning
Levantsiskan förekommer endast i ett begränsat område i Libanon, Syrien och Jordanien. Vintertid flyttar häckfåglarna i Jordanien lokalt, medan de i Libanon och Syrien helt lämnar sitt häckningsområde för öken och halvöken i Levanten och Egypten (Nildalen och Sinaihalvön) på lägre nivåer. Rapporter om levantsiska från Irak har visat sig röra sig om gulhämpling. Den behandlas som monotypisk, det vill säga att den inte delas in i några underarter. 

## Levnadssätt
Levantsiskan häckar i bergstrakter mellan 900 och 1.900 meters höjd. Där föredrar den klippiga områden i öppet skogslandskap av medelhavstyp, dominerat av ceder, tall, gran och en, ibland även i fruktodlingar. Den livnär sig av gräs- och örtfrön.
Fågeln häckar i små kolonier med mindre än tio meter mellan bona som placeras maximalt två meter upp i ett litet träd eller buske. Den lägger fyra till fem blekblå lätt fläckade ägg som ruvas i tolv till 14 dagar. Ungarna är flygga efter 14-16 dagar.

## Status och hot
Arten har en världspopulation på endast 7 000-10 000 vuxna individer. Den minskar dessutom i antal till följd av torka och överbetning. Den påverkas också troligen negativt av kriget i Syrien. Internationella naturvårdsunionen IUCN kategoriserar den därför som sårbar.